# Radio campus Toulouse
 (août 2023).

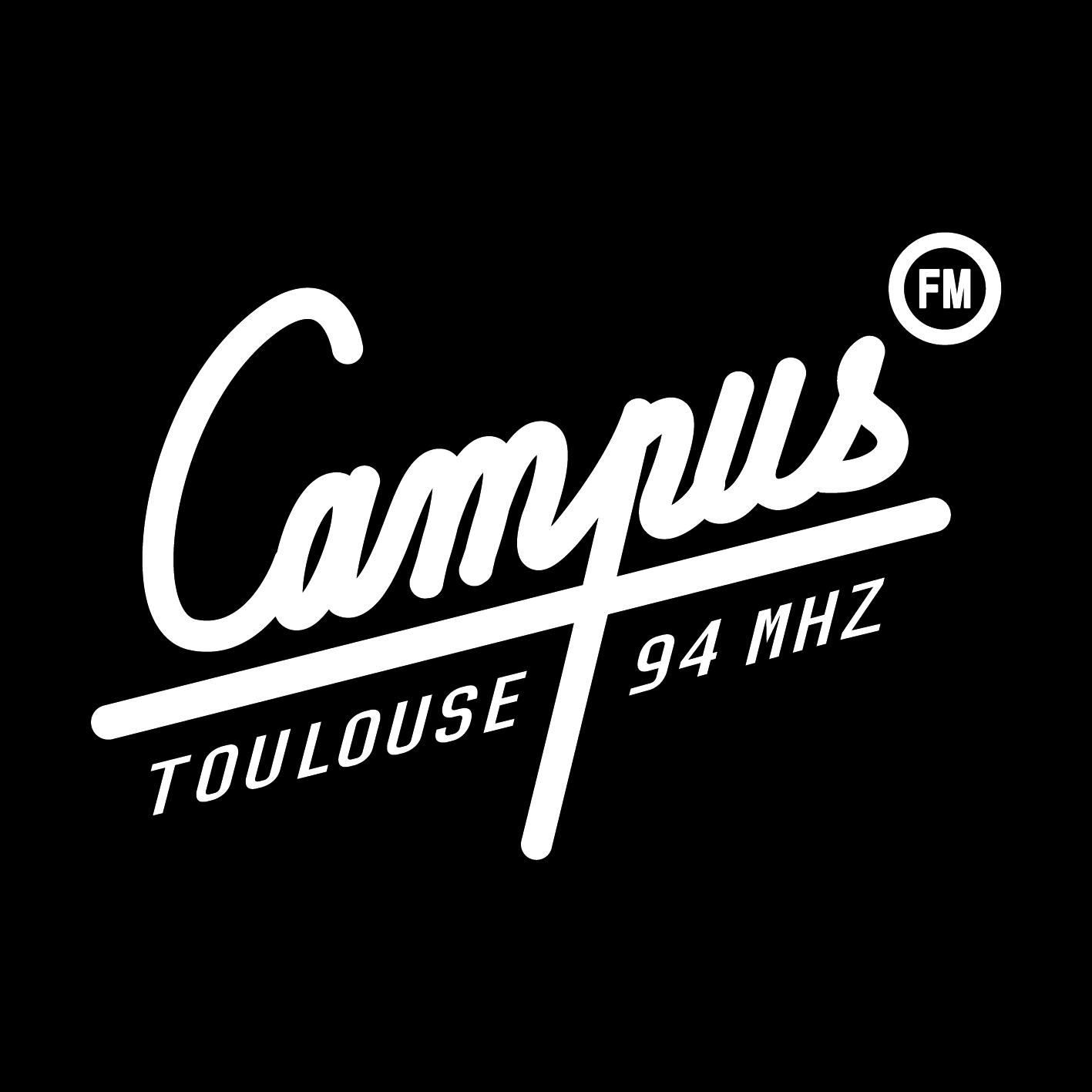

Campus FM à Toulouse, station de radio de l'association Radio Campus Toulouse Midi-Pyrénées, est la radio étudiante de la région Midi-Pyrénées. Elle est une des plus anciennes radios étudiantes de France et est membre du réseau Radio Campus France.

## Historique

### 1982: fondation de la radio
L'association Radio Campus qui gère la radio étudiante de Toulouse, est créée en 1982 à l'initiative des six associations estudiantines mentionnées ci-dessous, l'autorisation qui lui est donnée de pouvoir émettre un signal radiophonique étant obtenue l'année suivante : 
- l'Association générale des étudiants de Toulouse (AGET-UNEF)
- l'Association des résidents de Chapou (ARC-FRUF)
- l'Association des résidents de l'Arsenal (ARA-FRUR)
- l'Association des résidents universitaires de Toulouse (ARCUT-FRUR)
- l'Association des résidents universitaires de Rangueil (ARUR)
- l'Union des grandes écoles (UGE).

### 1988: interruption
Partageant sa fréquence avec Radio Mon Païs pendant douze ans, elle cesse d'émettre en 1988.

### 1993: reprise en émission 24h/24
La reprise par une nouvelle équipe l'a amené peu à peu à s'affranchir de son statut de média politique pour développer une politique de média. À partir de 1993, date de l'obtention de sa fréquence 24h/24, l'information, la production, la réalisation et la diffusion de programmes radiophoniques par les adhérents deviennent les principales activités de la radio. Depuis 2000, l’activité radiophonique s’est renforcée avec une mission d'intérêt public dite de « communication sociale de proximité » avec le recrutement de deux emplois jeunes afin d’encourager les échanges, la mixité sociale, culturelle et générationnelle.

### 2007: changement de statut de l'association
En 2007, l'association Radio Campus, la radio des étudiants de Toulouse, devient Radio Campus Toulouse Midi-Pyrénées. Elle compte alors 7 salariés et plus de 90 adhérents. Elle met en œuvre la diffusion de programmes sur la bande FM de Toulouse, à la fréquence de 94 MHz, diffusant aussi sur Internet. Elle s'adresse prioritairement aux étudiant(e)s, aux jeunes actif(ve)s de 16 à 35 ans de la Région Midi-Pyrénées, mais elle compte également faire le lien avec les tranches inférieures et supérieures en âge. 
L'association développe un nouveau projet régional en 2008 en liaison avec les pôles déconcentrés universitaires. C'est pour cela que la radio choisit le nom de Campus FM. En 2015, elle compte 3 salariés et plus de 100 adhérents.